# L'amour est bleu
"L'amour est bleu" (tradução portuguesa: "O amor é azul" foi a canção que representou o Luxemburgo no Festival Eurovisão da Canção 1967 que se realizou em Viena.
A canção foi interpretada em francês por Vicky Leandros, creditada apenas como "Vicky". Foi a segunda canção a ser interpretada na noite do festival, a seguir à canção Países Baixos interpretada por Thérèse Steinmetz e antes da canção austríaca "Warum es hunderttausend Sterne gibt, interpretada por Peter Horten. Esta canção tornou-se famosa em todo o mundo, tendo sido gravada por muitos músicos, em especial pelo maestro francês Paul Mauriat, cuja versão instrumental tornou-a como o único número um obtido por um artista francês no top do Billboard Hot 100 dos Estados Unidos da América. Terminou em quarto lugar, com 17 pontos. "L'amour est bleu", juntamente com a canção de Domenico Modugno"Nel blu dipinto di blu" (conhecida apenas como "Volare") e Mocedades' " com Eres tú", contam-se entre as canções não vencedoras do Festival Eurovisão da Canção que obtiveram grande êxito, mais do que muitas das vencedoras de que poucos de lembram. A canção tem tido muitos fãs aparecendo num medley que introduziu a semi-final do Festival Eurovisão da Canção 2006 em Atenas, tal como "Dschinghis Khan").
No ano seguinte, em 1968, o Luxemburgo foi representada com a canção "Nous vivrons d'amour", interpretada por Chris Baldo & Sophie Garel. Cinco anos depois, no Festival Eurovisão da Canção 1973 em representação do Luxemburgo, Vicky regressaria à Eurovisão com a canção "Après Toi, onde ela conquistaria a vitória.
A versão em português ("O amor é azul") foi lançada no Brasil em 1968, tendo sido gravada por Clara Nunes e também por Celly Campelo.

## Autores
A canção interpretada por Vicky Leandros tinha letra de Pierre Cour, música de André Popp e a orquestração esteve a cargo de Claude Denjean.

## Letra
A canção descreve o prazer e a dor do amor em termos de cores (azul e cinzento) e elementos (água e vento). Quando tudo corre bem o amor é comparado ao azul, tudo é azul. Quando as coisas correm mal, tudo é visto de cinza/cinzento e faz-lhe aparecer o vento.

## Versões
Leandros gravou a canção em francês e em inglês "Love is blue", mas na época teve pouco sucesso ma Europa, mas ela teve um grande sucesso no Japão e no Canadá.Ela também gravou a canção em grego, alemão "Blau wie das Meer"), italiano ("L'amore è blu"), castelhano e neerlandesa.

## Versão de Mauriat
Nos finais de 1967, Paul Mauriat conduziu uma versão "easy listening" que foi número 1 do top number-one hit in the USA durante cinco semanas em fevereiro e março de 1968, tornando-se o único artista francês a subir ao n.º 1 do Billboard Hot 100. A canção esteve 11 semanas do top Billboard's Easy Listening survey. É a versão mais conhecida da canção, dentro dos Estados Unidos da América.

## Legado
"L'amour est bleu" foi a canção do Festival Eurovisão da Canção com mais versões e permanece como uma melodia muito popular, devido a ter tido versões de autores consagrados como Jeff Beck, Claudine Longet, The Dells, Ed Ames, Johnny Mathis, Marty Robbins, Al Martino, Frank Sinatra, Lawrence Welk, Chara, Michèle Torr, e Stephin Merritt (membro da banda Future Bible Heroes) são alguns dos artistas que a cantaram á sua maneira.
Vejamos alguns fatos curiosos em relação a esta canção:
- A canção tornou-se popular na ex União Soviética por surgir no programa de notícias diário Vremya.
- Uma versão instrumental da canção surgiu no episódio dos The Simpsons "There's No Disgrace Like Home".
- A versão de Leandros surgiu no documentário de Michael Moore Sicko,numa cena onde um médico francês faz atendimentos médicos à noite, conduzindo um carro dos SOS Médecins.
- John Seng gravou uma versão de estilo barroco fuga em 1969, num álbum seu.
- Jeff Beck gravou uma versão "rock" da interpretação de Mauriat.
- Mitzi Gaynor cantou-a num programa televisivo.[1]
- Esta canção foi interpretada em castelhano por dois grandes cantores dos anos 60 Raphael e Karina.
- Em 1968, Gábor Szabó gravou esta canção no álbum Bacchanal.
- No jogo Bayonetta 2 de 2014, para Nintendo WiiU e Nintendo Switch, as armas principais da protagonista compartilham seu nome com o título da versão inglesa da música.